# 中国国鉄DJF1型電車

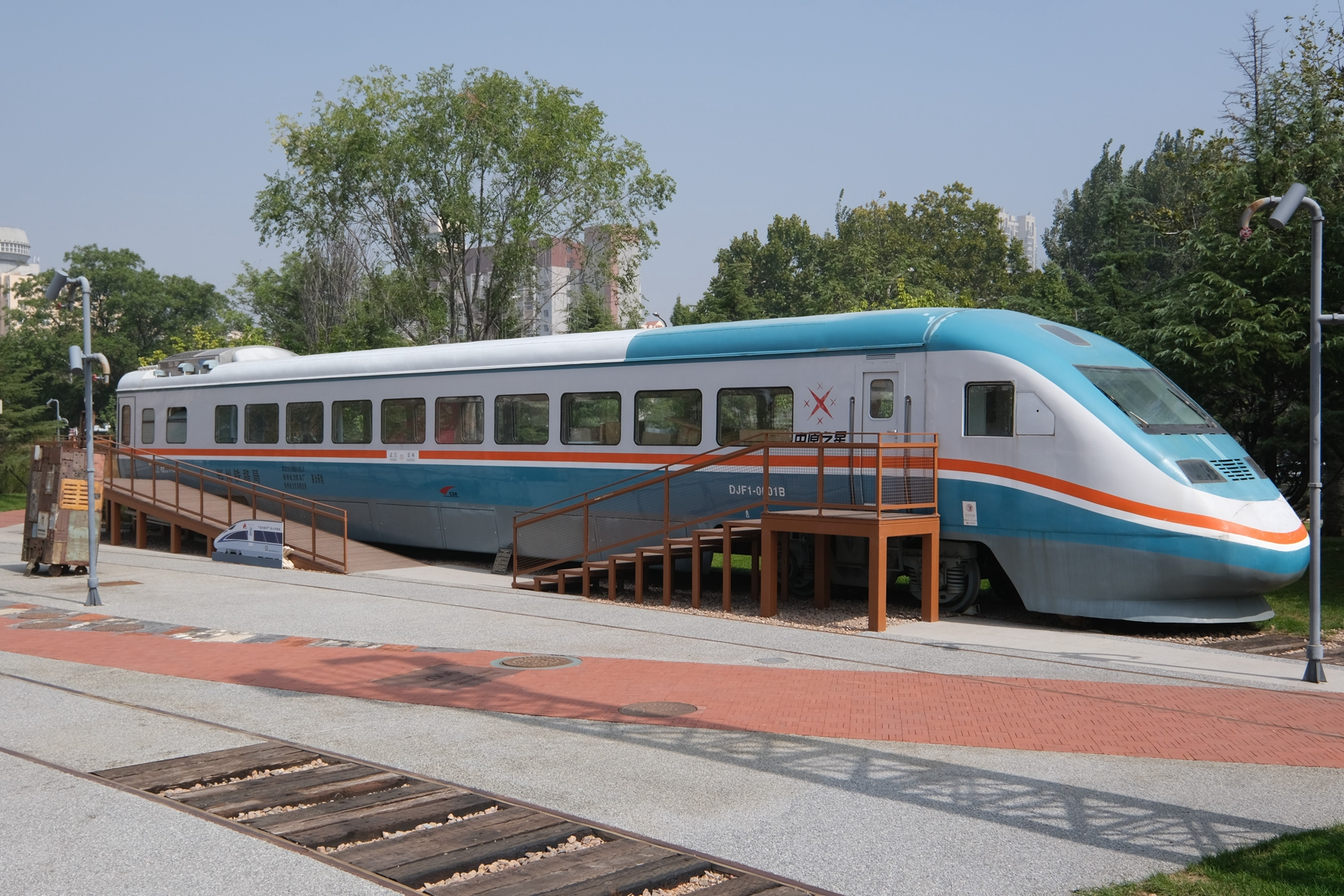
中原之星

中国国鉄DJF1型電車（中原之星）（ちゅうごくこくてつDJF1がたでんしゃ（ちゅうげんのほし））は中華人民共和国で開発された中華人民共和国鉄道部（中国国鉄）の交流専用の準高速鉄道車両である。株洲電力機車及び四方機車車両で生産された、中国では数少ない動力分散方式の鉄道車両となっている。2001年9月21日に出場し、主制御装置にはIGBTを用いられ、京広線の北京・長沙市間で運用されていた。
中原之星は鄭州鉄道局に所属し2001年11月12日より営業運転に投入された。最初6両編成が投入され、1編成548人の定員で運用されていたが、費用対効果で問題があり毎日3万人民元の損失を出していた。そのため、2002年5月12日に一時運行から外される。その後、8両追加され14両編成定員1,392人となって運用された。しかし、その後も問題が多く発生し、現在運用停止となっている。

## 諸元
- 編成長： 373.988m
- MC車：27m
- TP車、T車、M車、M車、T車： 25.5m
- 電気方式： 単相交流25kV 50Hz
- 編成出力 3,200 kW (登場時), 6,400 kW (増結後)
- 最高運転速度：160km/h
- 制動方式： 回生ブレーキ
- 最大電制動力： 392 kN
- 定員
  - MC車：68人
  - TP車、T車：98人
  - M車、M車、T車：108人
- 編成
  - RZ25DD 110964 - YZ25DT 348274 - YZ25DD 348272 - YZ25DT 349110 - YZ25DD 349106 - YZ25DT 349111 - YZ25DD 349107 - YZ25DD 349108 - YZ25DT 349112 - YZ25DD 349109 - YZ25DT 349113 - YZ25DD 348273 - YZ25DT 348275 - RZ25DD 110965 
    - RZ:軟座車
    - YZ:硬座車
    - 25DD:動力車
    - 25DT:付随車